# Casa James Watson
A Casa James Watson, que fica localiza no número 7 da State Street, entre as ruas Pearl e Water, no distrito financeiro de Manhattan, em Nova York, foi construída em 1793 e ampliada em 1806. Atualmente é a reitoria do Santuário de St. Elizabeth Ann Bayley Seton. Está localizado perto da ponta sul da ilha de Manhattan, em frente ao Battery Park.

## História

### História antiga
James Watson foi o primeiro presidente da Assembléia do Estado de Nova York e membro federalista do Senado de Nova York e dos Estados Unidos. Ele foi graduado na Universidade de Yale, e se tornou um importador-exportador próspero. Outrora parte de uma série de mansões do final do século XVIII, o prédio lembra a época em que as famílias mercantis de Nova York viviam na ponta sul de Manhattan, perto do rio, para ter uma vista panorâmica do porto e estar perto dos navios que tinham interesses. Naquela época, a casa foi numerada como sendo a 6 da State Street.
Em 1806, Watson vendeu a casa para Moses Rogers e o endereço foi mudado para o número 7 da State Street. Rogers era o cunhado do magnata de navios, Archibald Gracie, que construiu uma espaçosa casa no lado nordeste de Manhattan que veio a ser conhecida como Gracie Mansion. Moses Rogers combinou sua casa com a residência ao lado, que era levemente arredondada devido à curva da rua. A fim de criar uma fachada unificada, um pórtico colunado foi adicionado, supostamente usando mastros de sua frota de navios mercantes que ele estava convertendo em energia a vapor. O arquiteto da metade oriental (original) é desconhecido, mas a extensão ocidental, ao lado da igreja, é atribuída a John McComb Jr.
Com o êxodo de famílias ricas para o norte, o prédio abrigou o escritório da Linha Ithaca. O governo dos Estados Unidos tomou o edifício durante a Guerra Civil. Depois disso, tornou-se a sede dos Harbor’s Pilot Commissioners.

## Serviços de imigrantes
Uma colheita ruim na Irlanda em 1879, combinada com a turbulência política irlandesa, levou a muita imigração para a América. Entre 1856 e 1921, 3,6 milhões de imigrantes deixaram a Irlanda e foram para a América do Norte; a maioria deles eram mulheres. Para cada oito homens irlandeses que partiram entre 1871 e 1951, havia dez mulheres irlandesas, das quais 89% eram solteiras e tinham menos de vinte e quatro anos.
Em uma visita a Queenstown, o principal porto de embarque, Charlotte Grace O'Brien ficou chocada com as condições enfrentadas pelas mulheres imigrantes, que se depararam com alojamentos e lugares superlotados e superfaturados. Em abril de 1882, ela abriu a "O’Brien Emigrants Home", com 105 leitos, uma pensão para a recepção e proteção de meninas imigrantes. Ela também visitou os navios para os quais seus hóspedes estavam destinados, junto com um oficial médico. Finalmente, O'Brien partiu para Nova York para investigar as condições na chegada.
O'Brien encontrou pouco esforço para fornecer comida ou bebida e acomodação na instalação de entrada do Castle Garden e jovens mulheres sem estudos sendo levadas à prostituição por meio de ofertas enganosas de emprego. Ela contatou o arcebispo John Ireland, que através de seus contatos com a Irish Catholic Association, organizou o estabelecimento de um bureau de informações no Castle Garden. A Irlanda também contatou o cardeal John McCloskey, arcebispo de Nova York, para tratar do fornecimento de um capelão especificamente para os imigrantes que chegavam ao Castle Garden.

### John J. Riordan

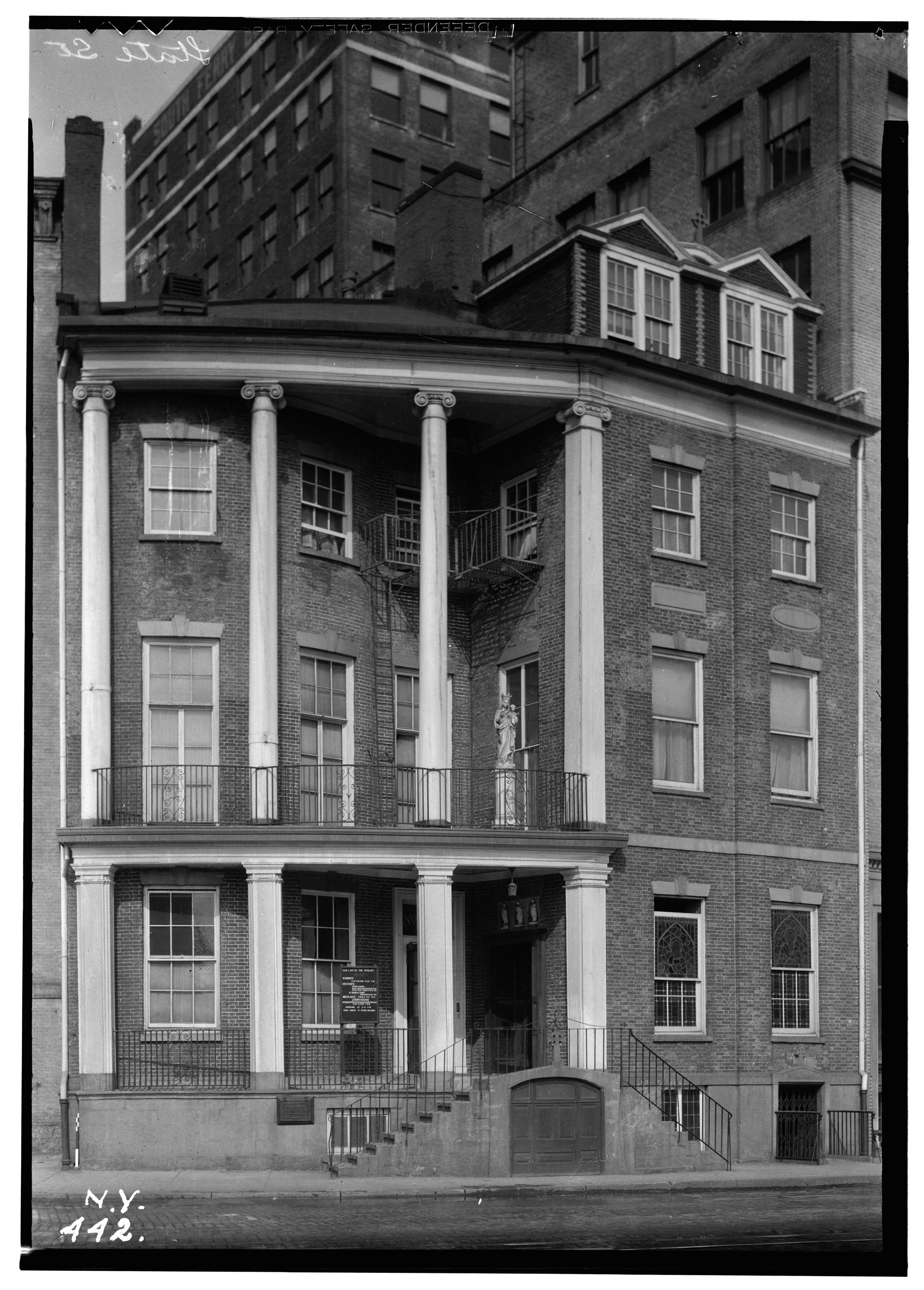
A Casa James Watson na State Street

A Missão de Nossa Senhora do Rosário para a Proteção das Meninas Imigrantes Irlandesas foi aberta no dia 1 de janeiro de 1884 com a nomeação do Reverendo John J. Riordan como o primeiro capelão no Castle Garden. Meninas imigrantes que precisavam de alojamento foram colocadas em pensões locais até 1 de maio, quando um Lar para Garotas Imigrantes foi aberto no núemro 7 da Broadway. Em 1885, a Casa James Watson no número 7 da State Street foi comprada de Isabella Wallace para ser o lar da Missão de Nossa Senhora do Rosário e servir como um local apropriado para receber as jovens mulheres imigrantes.

### Missão de Nossa Senhora do Rosário
John J. Riordan, capelão no Castle Garden, foi o primeiro diretor até sua morte prematura por pneumonia, aos 36 anos, em 15 de dezembro de 1887. Ele foi seguido pelo reverendo Hugh J. Kelly, como diretor da Missão, que por sua vez foi sucedido pelo Reverendo Michael Callaghan. Em maio de 1890, uma feira foi realizada durante três semanas, para arrecadar fundos para atender a hipoteca, que estava em perigo de execução hipotecária. Frances Folsom Cleveland, que na época morava com o marido em Nova York entre os mandatos presidenciais, presidia um estande de flores. Nos dezesseis anos que terminaram em 1º de julho de 1899, 476.149 irlandeses desembarcaram em Nova York, dos quais 249.995 eram mulheres, quase todas com menos de quarenta anos de idade.
A Missão usou sua influência para persuadir os integrantes de navios a vapor no sentido de melhor salvaguardar seus passageiros imigrantes. a Missão guiou aqueles no desembarque que pretendiam prosseguir por via férrea ou barco a vapor para outro destino. Forneceram uma casa na State Street para 70 mil garotas cujos amigos que as recepcionariam não compareceram no dia da chegada, ou que não tinham ninguém esperando por eles, ou que não puderam prosseguir em sua jornada. Tentou localizar parentes daqueles que tinham apenas um endereço incompleto e examinou a adequação daqueles que alegavam ser parentes e amigos que chamavam os imigrantes. Assegurou emprego para mais de 12.000 mulheres jovens, principalmente em serviços domésticos, para aqueles que estão prontos para ir trabalhar e forneceu uma capela no local para apoio espiritual.
A casa foi designada como um marco da cidade de Nova York em 1965 e, em 1972, foi adicionada ao Registro Nacional de Lugares Históricos.